# Ducado de Caylus

Escudo de armas de la Casa de Caylus.

El Ducado de Caylus es un título nobiliario español, creado con G.E., el 6 de abril de 1742 por el rey Felipe V, a favor de Claude-Abraham de Tubières de Grimoard de Pestels, marquis de Caylus, (en Francia). Fue el tercer hijo de Henri de Tubières-Grimoard, marquis de Caylus, comte de Salmiech e de Landes, (todos en Francia), noble de la provincia de Auvergne, y de Claude de Fabert, hija de Abraham de Fabert, mariscal de Francia.
El duque de Caylus, nació en Versalles en 1674. Sobre 1698 entró al servicio de la corona española en Flandes, y en 1703 fue nombrado mariscal de campo. En 1708 era comandante de caballería del ejército de Extremadura y fue ascendido a teniente general por su actuación destacada en la batalla de Campo Mayor. En 1714 participó en el asedio de Barcelona y en 1715 fue gobernador interino de Zaragoza, para pasar en 1722 a ser capitán general de Galicia. En 1734 fue nombrado capitán general y pasó a Valencia como tal en 1737, hasta su muerte en 1759. Gentilhombre de la Cámara del rey, estuvo en posesión del Toisón de Oro y era grande de España por el título concedido de duque de Caylus en 1742.
Como capitán general del Reino de Valencia, fue el impulsor del indulto prometido en 1763 y concedido finalmente en 1765 a todos los gitanos y gitanas que se hallaban recluidos tras la gran redada de 1749 que dio paso al proyecto de "exterminio" biológico a través de la separación física de hombres y mujeres en diferentes centros de reclusión.
En un principio, partícipe de los prejuicios y estereotipos que estigmatizaban a los gitanos, se convirtió en su principal valedor y convenció al rey para que concediera un indulto. No esperó sin embargo, y por su cuenta y riesgo relajó las duras condiciones del cautiverio de las gitanas a su cargo y comenzó a ponerlas gradualmente en libertad, conforme eran reclamadas por sus familiares. Sólo su muerte y la del propio rey en el verano de 1759, hizo que su propuesta cayera en un largo letargo, hasta que en febrero de 1761 Carlos III la retomó al mostrar su deseo de conceder un indulto y encargar a Esquilache, viera el “modo de libertar a todos los que están presos” y distribuirlos como había propuesto Caylus.
Su denominación hace referencia a la denominación de su título francés de marquis de Caylus, siendo Caylus una población de la región francesa de Mediodía-Pirineos, departamento de Tarn y Garona.

## Duques de Caylus
|                       | Titular                                           | Periodo               |
| Creación por Felipe V | Creación por Felipe V                             | Creación por Felipe V |
| --------------------- | ------------------------------------------------- | --------------------- |
| I                     | Claude-Abraham de Tubières de Grimoard de Pestels | 1742-1759             |
| II                    | Achille-Joseph de Robert de Lignerac              | 1759-1783             |
| III                   | Joseph-Louis de Robert de Lignerac                | 1783-1823             |
| IV                    | François-Joseph de Robert de Lignerac             | 1823-1893             |
| V                     | Arthur-Marie de Rougé                             | 1893-1913             |
| VI                    | Marie-Antoinette de Rougé                         | 1913-1954             |
| VII                   | Jeanne-Eugénie de Rous de la Mazelière            | 1981-1997             |

## Historia de los duques de Caylus
- Claude-Abraham de Tubières de Grimoard de Pestels (1672-1759), I duque de Caylus, G.E., marquis de Caylus, en Francia, Capitán general de los RR.EE.,Gobernador General de Galicia y Gobernador General del reino de Valencia, Caballero del Toisón de Oro.

1. Casó con Manuela de Villacís y de la Cueva, hija de Ignacio Manuel de Villacís y Manriqie de Lara, IV conde de Peñaflor de Argamasilla, V conde de las Amayuelas y de Manuela de la Cueva, hija de Melchor de la Cueva y Enríquez de Ribera, IX duque de Alburquerque etc.. Le sucedió su sobrino-nieto:

- Achille-Joseph de Robert de Lignerac ( ? -1783), II duque de Caylus, IX conde de Caylus.

1. Casó con Marie-Odette de Lèvis de Chateaumorand.
2. Casó con Marie-Charlotte de Crusol d'Uzès. Le sucedió, de su primer matrimonio, su hijo:

- Joseph-Louis de Robert de Lignerac (1764-1823), III duque de Caylus. Marquis de Lignerac, X comte de Caylus, I duc de Caylus (todos ellos en Francia).

1. Casó con Adélaíde-Hortense-Gabrielle de Mailly.
2. Casó con Adélaíde-Joséphine Le Lièvre de la Grange. Le sucedió, de su segundo matrimonio, su hijo:

- François-Joseph de Robert de Lignerac (1820-1905), IV duque de Caylus. Marquis de Lignerac, XI comte de Caylus, II duc de Caylus.

1. Casó con Josephine-Benoîte Fafournoux. Sin descendientes.

Autorizado a transmitir, en España, el título de Duque de Caylus, con G.E.. En Francia también se le autorizó a transmitir los títulos franceses, a su sobrino-nieto:
- Arthur-Marie de Rougé (1844-1913), V duque de Caylus, comte de Rougé, XII comte de Caylus.

1. Casó con Agnés-Josephine de Rohan-Chabot. Le sucedió su hija:

- Marie-Antoinette de Rougé y Rohan-Chabot (1890-1954), VI duquesa de Caylus, XIII comtesse de Caylus.

1. Casó con Jean, comte de Nettancourt-Vaubecourt.
2. Casó con Olivier de Rous, comte de la Mazelière. Anulado, por ser primos hermanos. Con descendencia.
3. Casó con Jean, comte de Populice-Potulicki. Sin descendientes.
4. Casó con Jean Brunni Gujard de Saint-Chéron. Anulado.
5. Casó con Roger Gérard Piogey. Sin descendientes. Le sucedió, de su segundo matrimonio, su hija:

- Jeanne-Eugénie de Rous de la Mazelière (1917-1997), VII duquesa de Caylus, XIV comtesse de Caylus.

1. Casó con Philippe-Henri , comte de Dampiere.

## Nota
El 19 de febrero de 1999, se solicitó, de nuevo su rehabilitación por parte de François de Dampierre, estando pendiente dicha rehabilitación, por lo que el título sigue "Vacante".